# Messênia (Grécia Antiga)

Messênia, região a oeste da península do Peloponeso.

A Messênia (em grego clássico: Μεσσηνία) foi uma região da Grécia antiga localizada no sudoeste do Peloponeso, mais ou menos equivalendo à região moderna da Messênia na Grécia. Ao norte, fazia fronteira com a Élida ao longo do Rio Neda. A partir dali, a fronteira com a Arcádia corria ao longo do topo dos montes Eleu e Nômia e então ao sopé da cordilheira do Taigeto. A fronteira ocidental com a Lacônia ia ao longo do cume do Taigeto para o Rio Koskaraka, e então ao longo do rio para o mar, perto da cidade de Avia. A presença de rios tornava a região da Messênia bastante fértil.
A Messênia antiga permaneceu sem alteração de nome e com pouca alteração de seu território para a unidade regional moderna da Grécia de mesmo nome. A população permaneceu grega, embora tenha havido alguma imigração de eslavos, albaneses e turcos.

## História

### Era do Bronze
Os gregos do período clássico acreditavam que primeiros habitantes de Messênia eram os "pelasgos", tal como em outras regiões da Grécia. Supostamente, as tribos helênicas haviam chegado à Grécia, e a Messênia foi colonizada por eólios. Os poemas homéricos sugerem que durante o período micênico, a Messênia oriental estava sob o domínio de Menelau de Esparta, enquanto a costa ocidental estava sob Neleu de Pilos. Depois da morte de Menelau, Neleu empurrou a fronteira até a cordilheira do Taigeto. A cidade micênica de Pilos foi identificada com o local moderno de Ano Englianos, na Messênia ocidental. As escavações em Pilos e em Nicória revelaram que na Messênia da Idade do Bronze (Século XIV a. C.), havia um reino burocrático e agrícola governado pelo wanax em Pilos. Os messênios falavam o grego micênico e adoravam os deuses gregos em santuários locais como os de Esfagianes. Durante a lendária invasão dórica do Peloponeso durante o Período Obscuro grego, a Messênia foi supostamente invadida por dórios sob Cresfontes, chegando da Arcádia. Tomaram como Esteniclaro sua capital na planície do norte, e estenderam então, primeiramente seu domínio, e então seu governo sobre o distrito inteiro.

### Período arcaico
Durante o Período Arcaico, a riqueza relativa da Messênia em solo fértil e clima favorável atraiu os vizinhos espartanos. A Primeira Guerra Messênia estourou - como resultado do assassinato do rei espartano Teleclo pelos messênios; alegou-se que, apesar do heroísmo do rei Eufais e seu sucessor Aristodemo, terminou na sujeição de Messênia por Esparta por volta de 720 a.C. Duas gerações mais tarde, os messênios se revoltaram e, sob a liderança de Aristômene, no que se convencionou denominar Segunda Guerra Messênia, e mantiveram os espartanos à distância durante dezessete anos (685 a.C. - 668 a.C.). Descrições desta revolta indicam que a Messênia foi autorizada a manter um certo grau de autonomia após a primeira guerra, uma vez que descrevem as batalhas entre os exércitos organizados em ambos os lados. No entanto, a fortaleza de Eira finalmente caiu após um cerco de onze anos. Como o objetivo dos espartanos era aumentar o número de lotes de terra para seus cidadãos, muitos dos messênios conquistados (aqueles que não conseguiram deixar a área) foram reduzidos à condição de escravidão, como hilotas. O poeta espartano Tirteu descreve como os messênios suportaram a insolência dos seus senhores:
Como burros usados por cargas intoleráveis,

Então eles fizeram o estresse da força cruel obrigar,

De todos os frutos que a terra bem cultivada proporciona,

A metade para suportar seus senhores orgulhosos.— Bury and Meiggs, "A History of Greece," 4th Ed 

### Período clássico

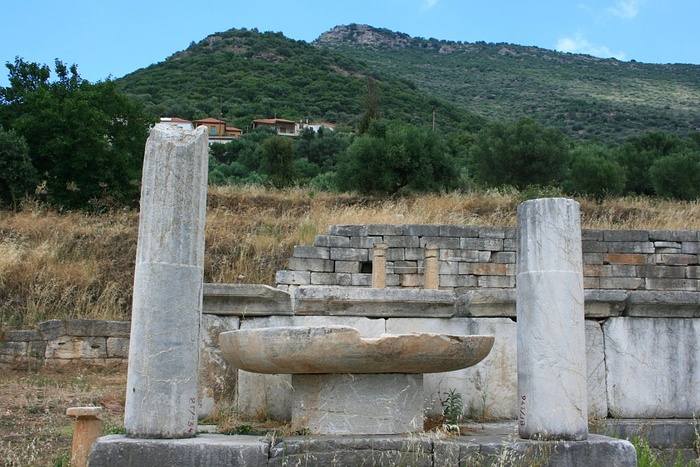
Monte Itome.

Os messênios se revoltaram novamente em 464 a.C., depois de um terremoto em Esparta, que destruiu a cidade e causou grande perda de vidas. Os insurgentes defenderam-se durante alguns anos na cidadela no topo do Monte Itome, como haviam feito na Primeira Guerra Messênia. Os espartanos foram incapazes de expulsá-los de sua fortaleza no Monte Itome e, assim, concordaram com uma trégua mediada pelos atenienses por meio da qual messênios revoltosos saíram do Peloponeso e foram estabelecidos pelos atenienses em Lepanto, no território da Lócrida Ozólia.

### Período helenístico
Após a decisiva Batalha de Leuctra, em 371 a.C., quando os espartanos sofreram uma derrota severa nas mãos de Tebas, Epaminondas invadiu a Messênia e libertou-a do regime espartano. Epaminondas convidou os messênios exilados espalhados pela Itália, Sicília, África e outros lugares para retornarem ao seu país. A cidade de Messene foi fundada em 369 a.C. para ser a principal da região e, como Megalópolis, na Arcádia, tornou-se um centro de poder que se opôs com vigor a Esparta. Outras cidades, também, foram fundadas ou reconstruídas nesse período, embora uma grande parte da terra ainda permanecesse muito escassamente povoada. Embora bastante independente, a Messênia nunca se tornou realmente poderosa ou capaz de ficar sem apoio externo. Após a queda do poder tebano, a quem os messênios tinham devido a sua fundação, a cidade se tornou um aliado de Filipe II da Macedônia e evitou novos conflitos no século IV a.C. Posteriormente, os messênios se uniram à Liga Aqueia, e as tropas messênias lutaram junto com os aqueus e Antígono Doson em Selásia em 222 a.C. Filipe V da Macedônia enviou Demétrio de Faro para capturar a Messênia, mas a tentativa falhou e custou a vida de Demétrio. Logo depois, o tirano espartano Nábis conseguiu tomar a cidade, mas foi forçado a se aposentar com a chegada oportuna de Filopômen e dos megalopolitanos. Uma guerra mais tarde estourou com a Liga Aqueia, durante o qual Filopômen foi capturado e posto à morte pelos messênios (183 a.C.), mas Licortas tomou a cidade no ano seguinte, e juntou-se outra vez à liga Aqueia, embora muito enfraquecido pela perda de Ávia, Thuria, e Fáris, que se desligou e entrou novamente na Liga como membro independente.

### Período romano
Em 146 a.C., os messênios, juntamente com os outros estados da Grécia, foram levados diretamente sob domínio romano. Durante séculos houve uma disputa entre Messênia e Esparta sobre a posse do Ager Dentheliales na encosta ocidental do Taigeto. Depois de várias decisões de Filipe II da Macedônia, Antígono, Lúcio Múmio, Júlio César, Marco Antônio, Augusto César e outros, a questão foi resolvida no ano de 25 d.C. por Tibério e pelo Senado em favor dos messênios.